# Andy Abraham
Andrew Abraham, detto Andy (Londra, 17 luglio 1964), è un cantante britannico.

## Biografia
È di origini grenadine.
È stato finalista nella seconda edizione del talent-show musicale The X Factor (2005). Nel 2006 ha pubblicato il suo primo album.
Nel 2008 ha partecipato all'Eurovision Song Contest 2008 come rappresentante del Regno Unito con la canzone Even If.

## Discografia
Album
- 2006 - The Impossible Dream
- 2006 - Soul Man
- 2008 - The Very Best of
- 2008 - Even If